# Eduardo Pico
Eduardo Gustavo Pico (Buenos Aires, 26 de abril de 1834 - íd., 16 de septiembre de 1904) fue un militar argentino, que llegó al grado de general.
Comenzó su carrera militar en mayo de 1857. Participó de la batalla de Cepeda (1859), la de Pavón (1861), de la Guerra de la Triple Alianza (1865 - 1870). Combatió también la Frontera del Oeste de la provincia de Buenos Aires y en Entre Ríos contra el caudillo revolucionario Ricardo López Jordán. A su vez tomó parte en las campañas contra los indígenas en el sur: la de Adolfo Alsina, en 1876, y la Conquista del Desierto, dirigida por Julio Argentino Roca, en 1879.
En 1880 fue ascendido a coronel y se hizo cargo de las fuerzas militares de Rosario. En la década de 1880 continuó ascendiendo en su carrera militar. Durante la Revolución de 1890 combatió a favor del gobierno de Miguel Juárez Celman, derrotando militarmente a los revolucionarios.
El 14 de enero de 1891 fue nombrado gobernador del entonces Territorio Nacional de La Pampa Central (hoy provincia de La Pampa), cargo que abandonó a fines de 1899, luego de renunciar. Su renuncia se debió a que no apoyaba la decisión del gobierno nacional de trasladar la capital del susodicho territorio de General Acha a Santa Rosa. 
El 6 de julio de 1900 finalizó su carrera militar al retirarse. Falleció en Buenos Aires el 16 de septiembre de 1904 a los 70 años.
La ciudad de General Pico, en la provincia de La Pampa, lleva su nombre en su honor.